# Johann Nepomuk von Tschiderer

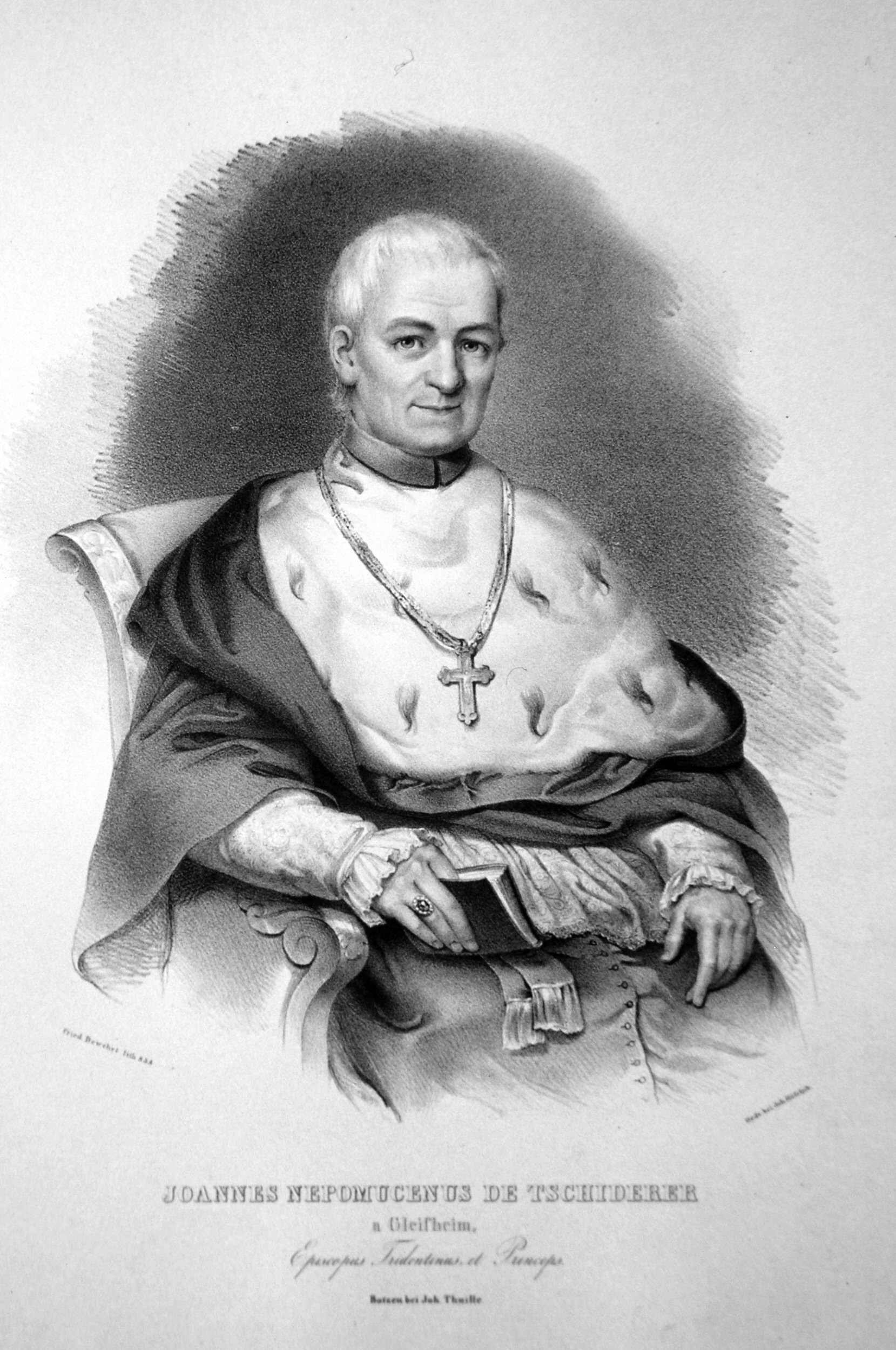
Johann Tschiderer, Lithographie von F. Dewerth, 1858

Johann Nepomuk von Tschiderer zu Gleifheim (* 15. April 1777 in Bozen; † 3. Dezember 1860 in Trient) war von 1835 bis zu seinem Tod Fürstbischof von Trient und wurde durch Papst Johannes Paul II. 1995 seliggesprochen.

## Leben

### Kindheit und Ausbildung

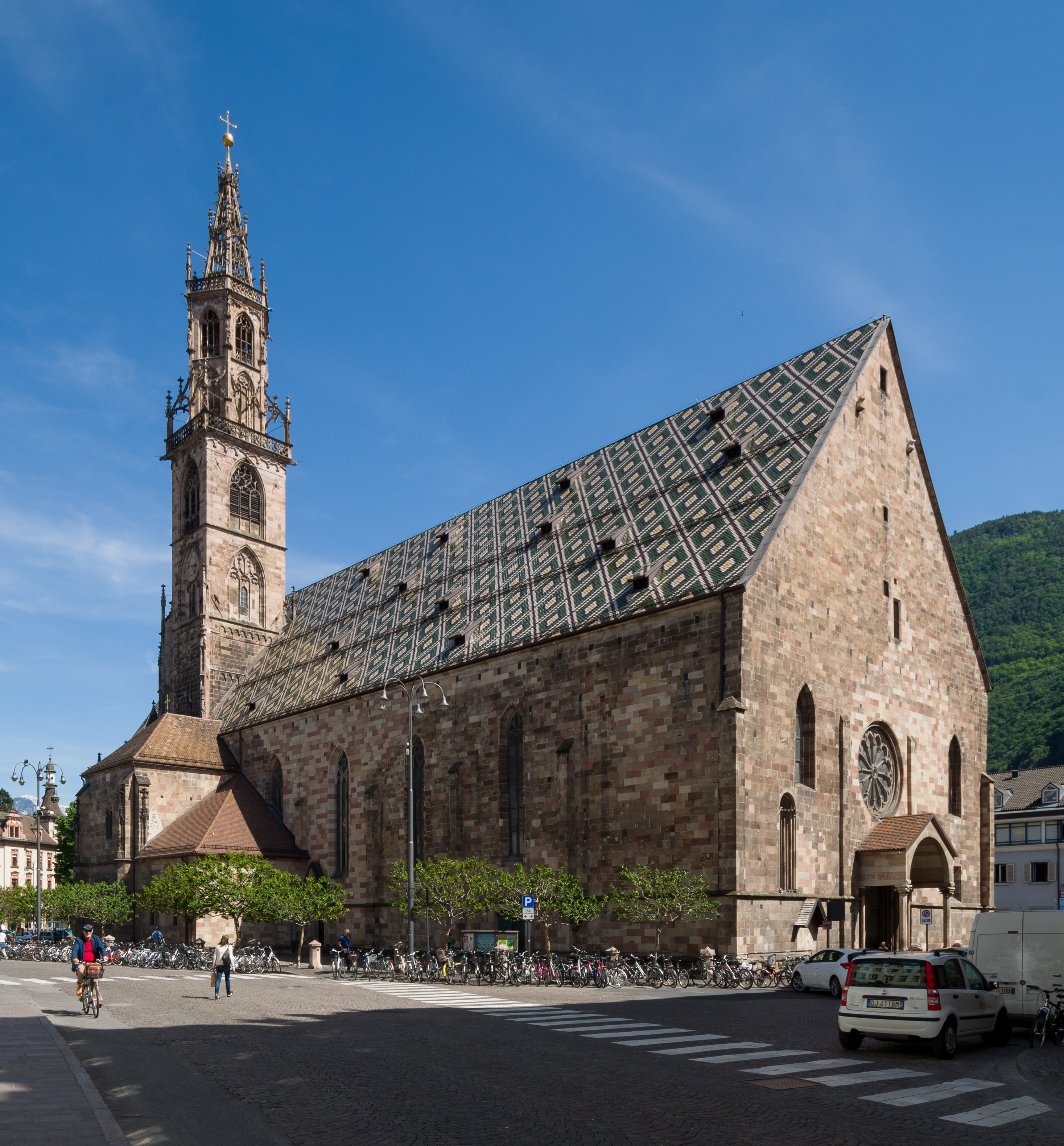
Außenansicht Stadtpfarrkirche Maria Himmelfahrt in Bozen

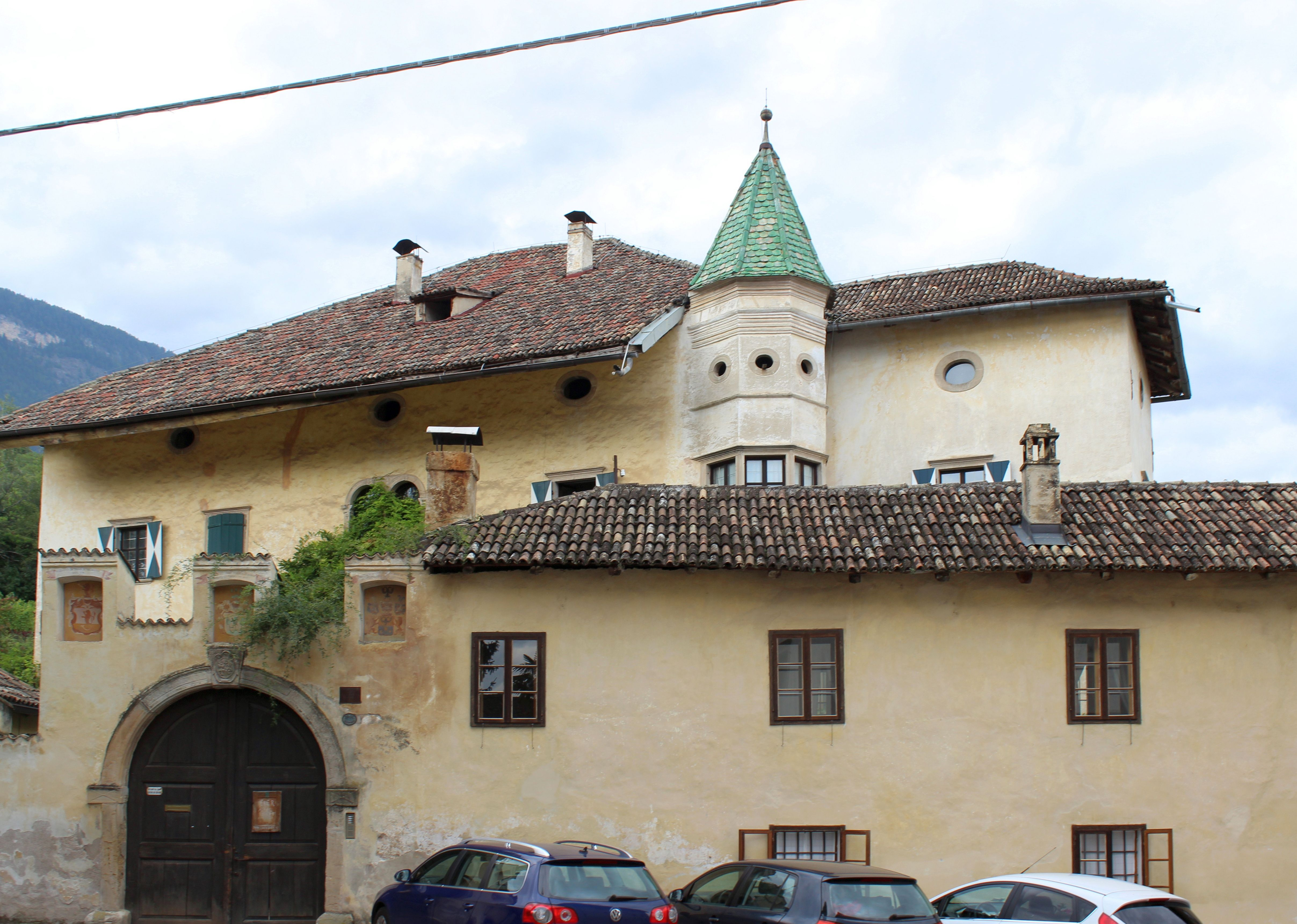
Ansitz Gleifheim in Eppan

Johann-Nepomuk Johann-Baptist Franz-Xaver Maria von Tschiderer zu Gleifheim wurde als fünfter von sieben Söhnen der Eheleute Joachim von Tschiderer zu Gleifheim und der Katharina von Giovanelli zu Gerstburg und Hörtenberg in Bozen geboren, wo sein Geburtshaus (Ecke Silbergasse/Pfarrgasse) noch heute besteht. Schon am Tag seiner Geburt wurde er in der Stadtpfarrkirche Maria Himmelfahrt getauft. Seine väterliche Familie war 1529 aus Graubünden ins Paznaun eingewandert und über Eppan nach Bozen und Innsbruck gelangt; Kaiser Ferdinand III. hatte sie 1620 geadelt. Sein Vater war Beamter sowie Haus- und Gutsbesitzer in Bozen. Verwandte mütterlicherseits sind Joseph von Giovanelli zu Gerstburg und Hörtenberg und Ignaz von Giovanelli zu Gerstburg und Hörtenberg. Tschiderers Mutter legte großen Wert auf ein einfaches Leben, man frühstückte nur trockenes Brot und Wasser. Nach Heilung von Stummheit besuchte Johann Nepomuk das Bozner Franziskanergymnasium. 1783 übersiedelte die Familie nach Innsbruck, wo der Vater 1785 aufgrund seiner Gewissenhaftigkeit und Tüchtigkeit zum ersten Steuereinnehmer des Kronlandes Tirol ernannt wurde. Johann-Nepomuk blieb jedoch zunächst in Bozen und wechselte erst mit 15 Jahren zum Lyceum in Innsbruck. Dort studierte er seit 1795 Philosophie und Theologie und wurde am 27. Juli 1800 in Trient durch Fürstbischof Emanuel Maria Graf Thun und Hohenstein zum Priester geweiht. Seinen Primiz-Gottesdienst feierte er in St. Antonius in Klobenstein, wo die Familie die Sommer verbrachte.

### Wirken in Pfarreien und Hochschule

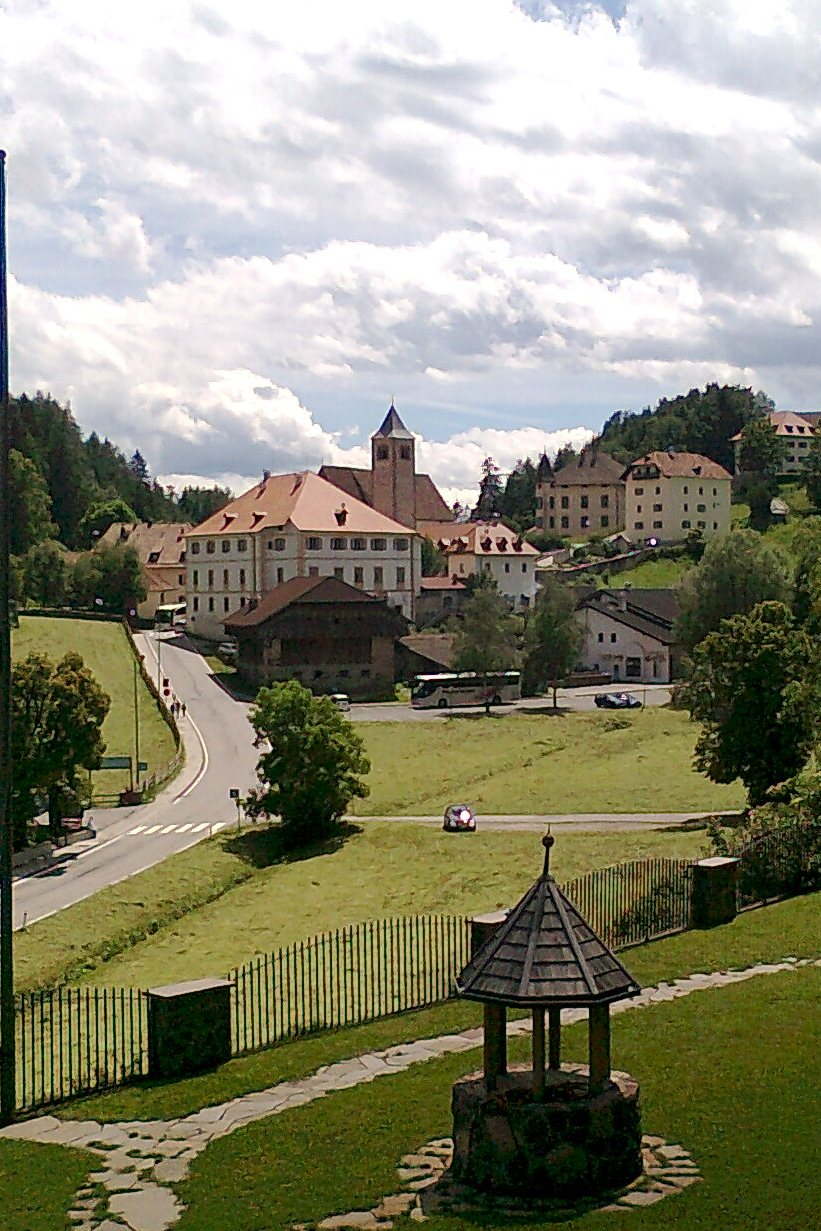
Die Deutschordenskommende in Lengmoos
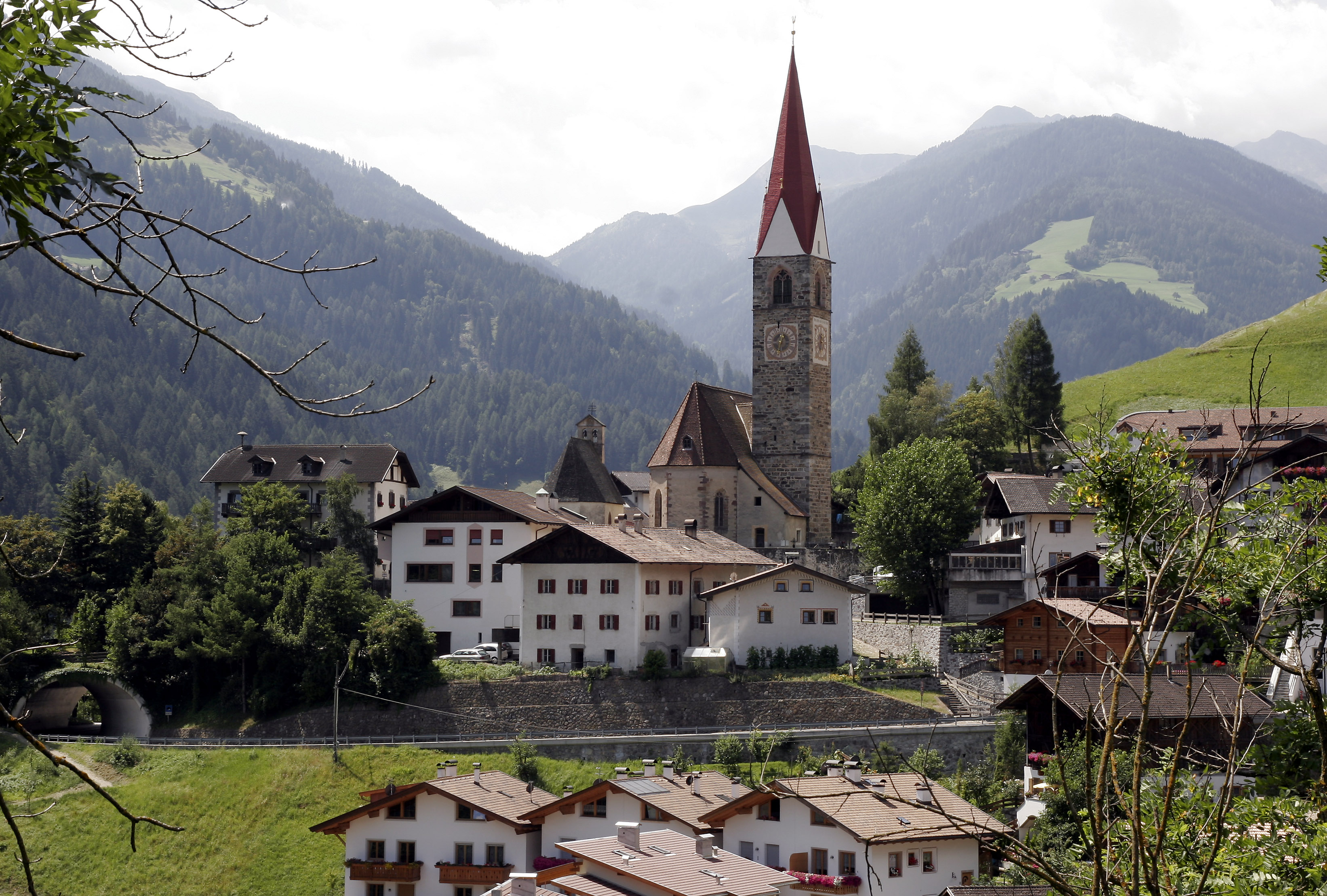
St. Pankraz im Juli 2007
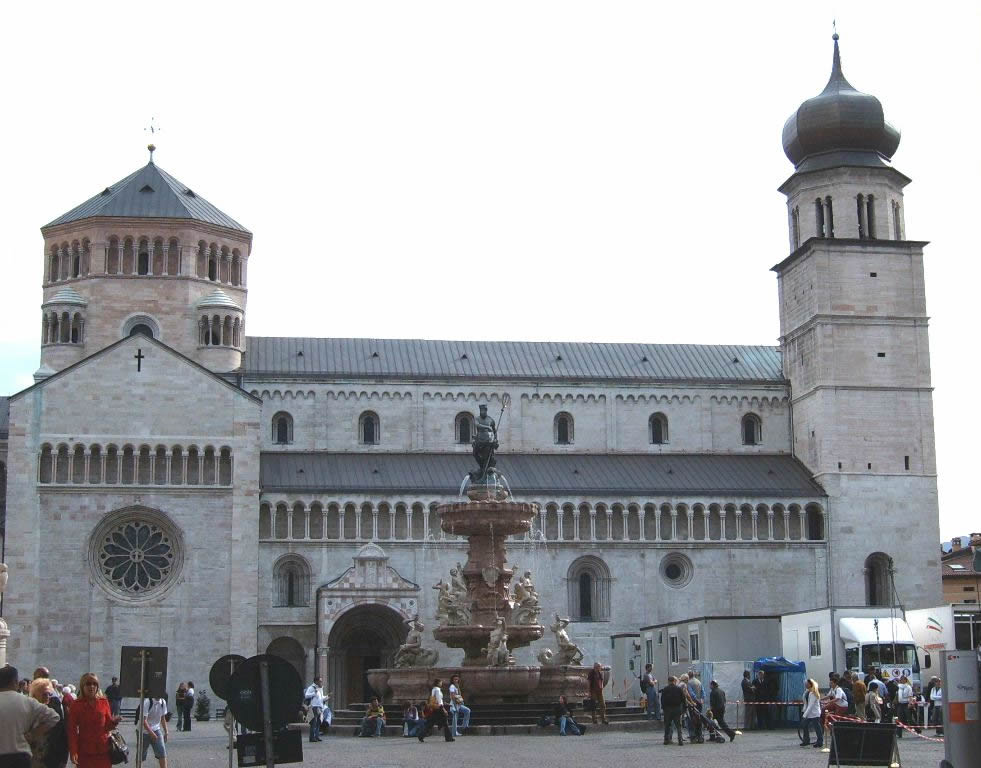
Dom St. Vigil in Trient
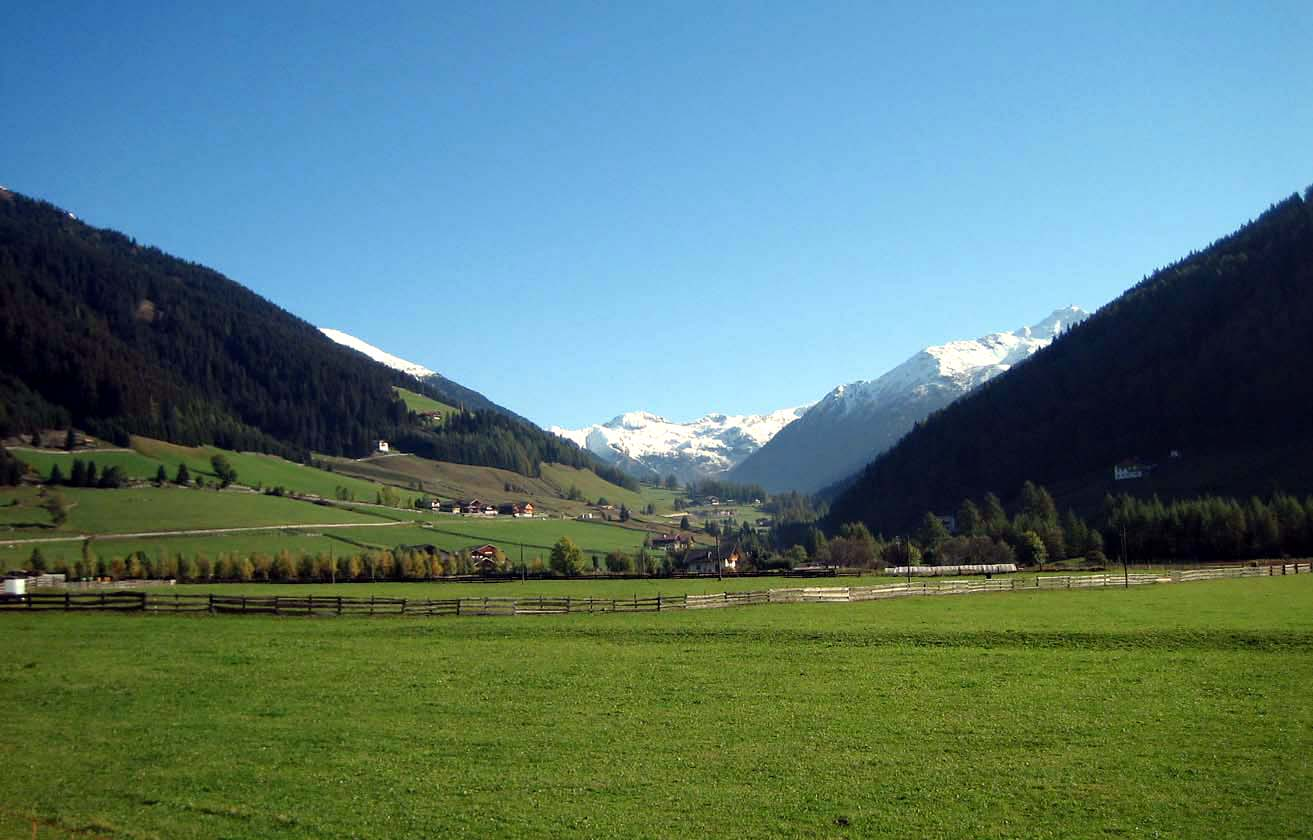
Das obere Sarntal: Blick von Weißenbach Richtung Nordosten
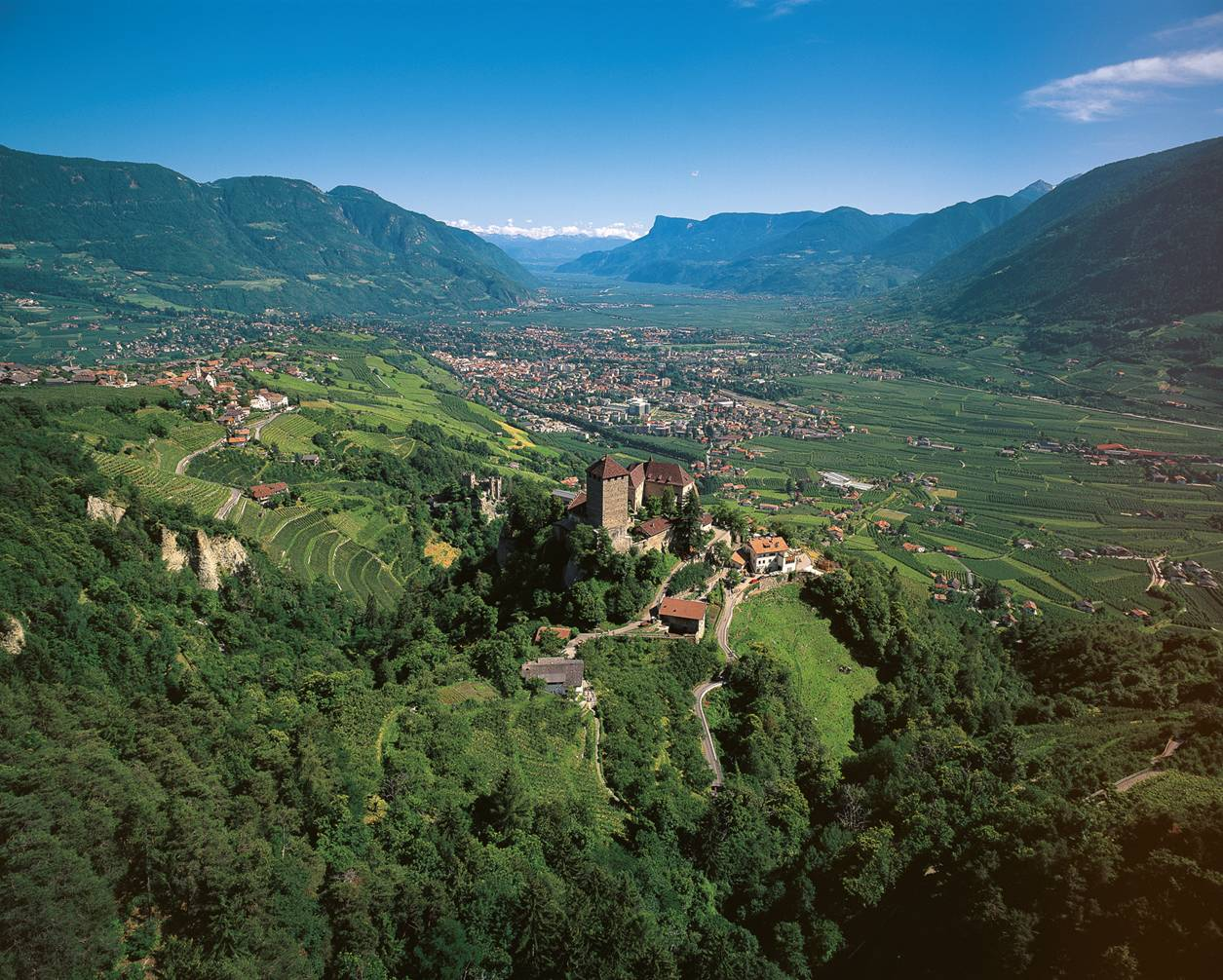
Dorf Tirol (links) im Meraner Land

Nach einem Aufenthalt in Rom wurde er, da wegen des zahlreichen Priesternachwuchses zunächst keine Kooperatur frei war, für drei Jahre durch den Pfarrer von Lengmoos aufgenommen, wo er dann noch ein Jahr Kooperator war. Im November 1804 wurde er nach St. Pankraz im Ultental versetzt, wo er auch Religionsunterricht erteilte, Kranke besuchte und sich auf die Pfarrerprüfung vorbereitete. Schon in dieser Zeit wurde von Tschiderer als „Almosengeber Gottes“ bezeichnet.
1807 wurde von Tschiderer, zu seiner großen Überraschung, durch den König von Bayern mit 30 Jahren als Professor für Moral- und Pastoraltheologie nach Trient berufen. Dort hatte er keinen leichten Stand, da der Rektor und andere Professoren Anhänger der Aufklärung und des Josephinismus waren. Im Tiroler Volksaufstand 1809 nahm er sich in Trient besonders der vertriebenen Priester aus dem Vinschgau und Meran an. Seine Liebenswürdigkeit und seine Vorlesungen begeisterten die Studenten, außerdem war er ein gesuchter Beichtvater.
Von Tschiderer jedoch behagten das geistige und politische Klima in Trient nicht, er wollte in die Seelsorge zurück. So wurde er 1810 Pfarrer im Sarntal. In der Hungersnot 1815/16 sammelte und verteilte er dort Nahrungsmittel und setzte sich dafür ein, dass die bäuerliche Jugend Berufe, die Mädchen insbesondere das Klöppeln und das Nähen von Decken, erlernen sollte. Damit stieß er anfangs bei den Bauern auf Widerstand, überliefert ist der folgende Wortwechsel mit einigen aufgebrachten Bauern im Pfarrhaus: „Bei dieser Tür bist Du hereingekommen – hier kannst Du wieder hinausgehen!“, worauf er ruhig antwortete: „Ihr habt mir diese Pfarrei nicht verliehen – ihr könnt sie mir auch nicht wegnehmen!“
1819 wurde von Tschiderer zum Stadtpfarrer und Dekan von Meran und Schulinspektor von Tirol-Meran berufen, wohin er zu Fuß vom Sarntal wanderte. Zu Beginn gab es auch dort Widerstand, weil der Vinschgau und das Burggrafenamt erst kürzlich vom Bistum Chur der Diözese Trient angegliedert worden war. Besonders der frühere Leiter des Südtiroler Bistumsteils und Vikar des Bischofs von Chur, Josef-Florin Lutz, wehrte sich gegen die Berufung des Johann Nepomuk von Tschiderer als Priester der Diözese Trient. Von Tschiderer suchte Lutz sofort auf, der von dieser Geste so angetan war, dass er seinen Widerstand aufgab. Seine Amtseinführung erfolgte traditionsgemäß in der Pfarrkirche von Dorf Tirol. Als Schulinspektor gründete er im Sarntal fünf Außenschulen; in Bozen regte er ein Schülerheim an, aus dem später das Johanneum hervorging. Er besuchte die Schulen persönlich, überzeugte sich von den Leistungen der Schüler und ermöglichte den Begabten ein Studium. In dieser Zeit machte er, meist anonym, z. B. den Gefängnisinsassen, Arbeitslosen und anderen Bedürftigen sowie Kranken Geschenke, für die er eigene Wertgegenstände verkauft hatte. Zu Gefängnisinsassen sagte er: „Wer weiß, was aus uns geworden wäre, wenn wir eine solche Jugend gehabt hätten!“

### Wirken in den Bistümern Trient und Brixen/Vorarlberg

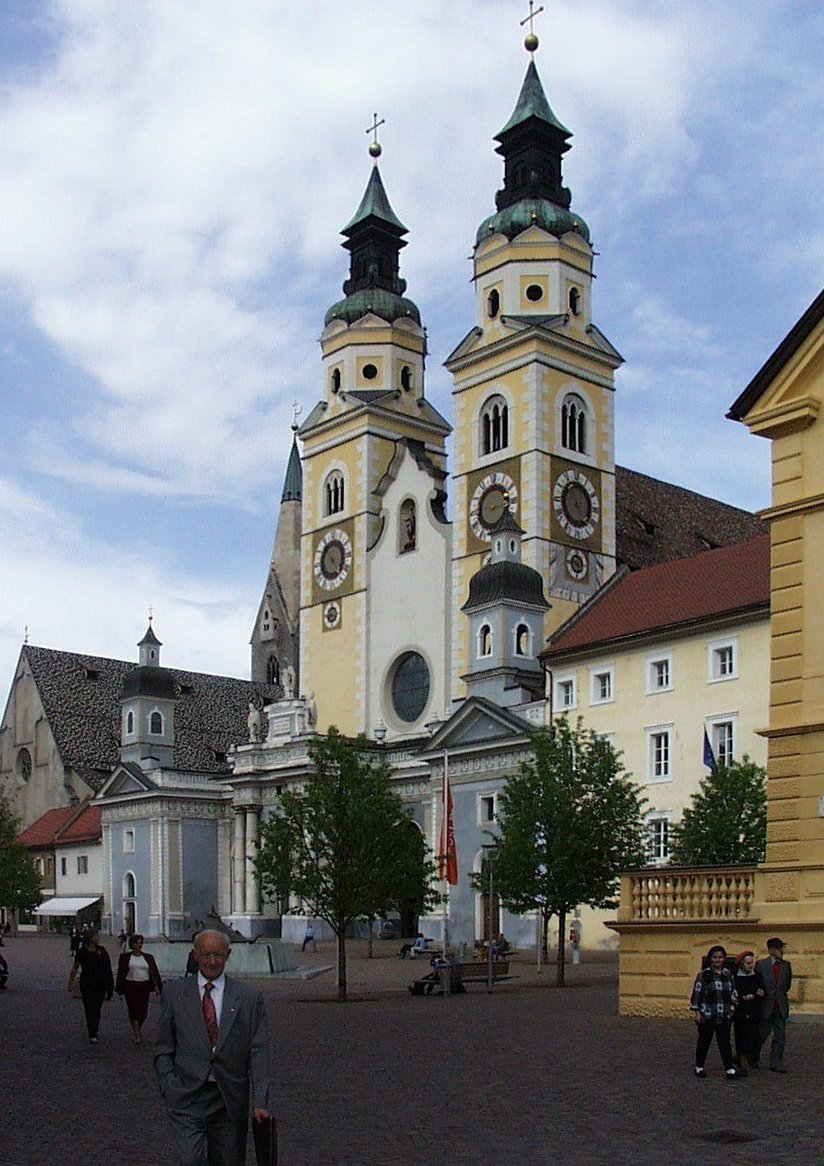
Dom zu Brixen

1826 wurde von Tschiderer nach 16 Jahren in der Pfarrseelsorge in das Domkapitel von Trient berufen und am 26. Dezember 1827 vom Trienter Bischof Franz Xaver Luschin (1781–1854, reg. 1823–1834) zum Provikar für den deutschsprachigen Anteil des Bistums Trient ernannt. Sein ausgedehnter Wirkungsbereich umfasste auch Teile der heutigen Bistümer Brixen, Innsbruck und Feldkirch. 1831 schlug ihn Bernhard Galura, Bischof von Brixen, vor, und der Kaiser ernannte ihn mit Bestätigung des Papstes zum Generalvikar und am 24. Februar 1832 zum Weihbischof für Vorarlberg, der in Feldkirch residierte. Die Weihe zum Titularbischof von Heliopolis in Augustamnica erfolgte am 20. Mai 1832 im Innsbrucker Dom. Schon auf dem Weg nach Feldkirch spendete er das Sakrament der Firmung und weihte Kirchen. Durch sein leutseliges Auftreten gewann er schnell die Herzen der Bevölkerung. In dieser Zeit setzte er sich besonders für die sogenannten Schwabenkinder ein – Tiroler Bauernkinder, die als Saisonarbeiter nach Schwaben geschickt wurden. Die kurze Zeit der Erholung nutzte von Tschiderer gern für eine Wallfahrt zur Basilika Rankweil. Ein Vorarlberger Priester sagte über ihn damals: „Es genügt ihn zu sehen, es genügt mit ihm zwei Worte zu wechseln – er ist ein Heiliger“.

### Fürstbischof von Trient

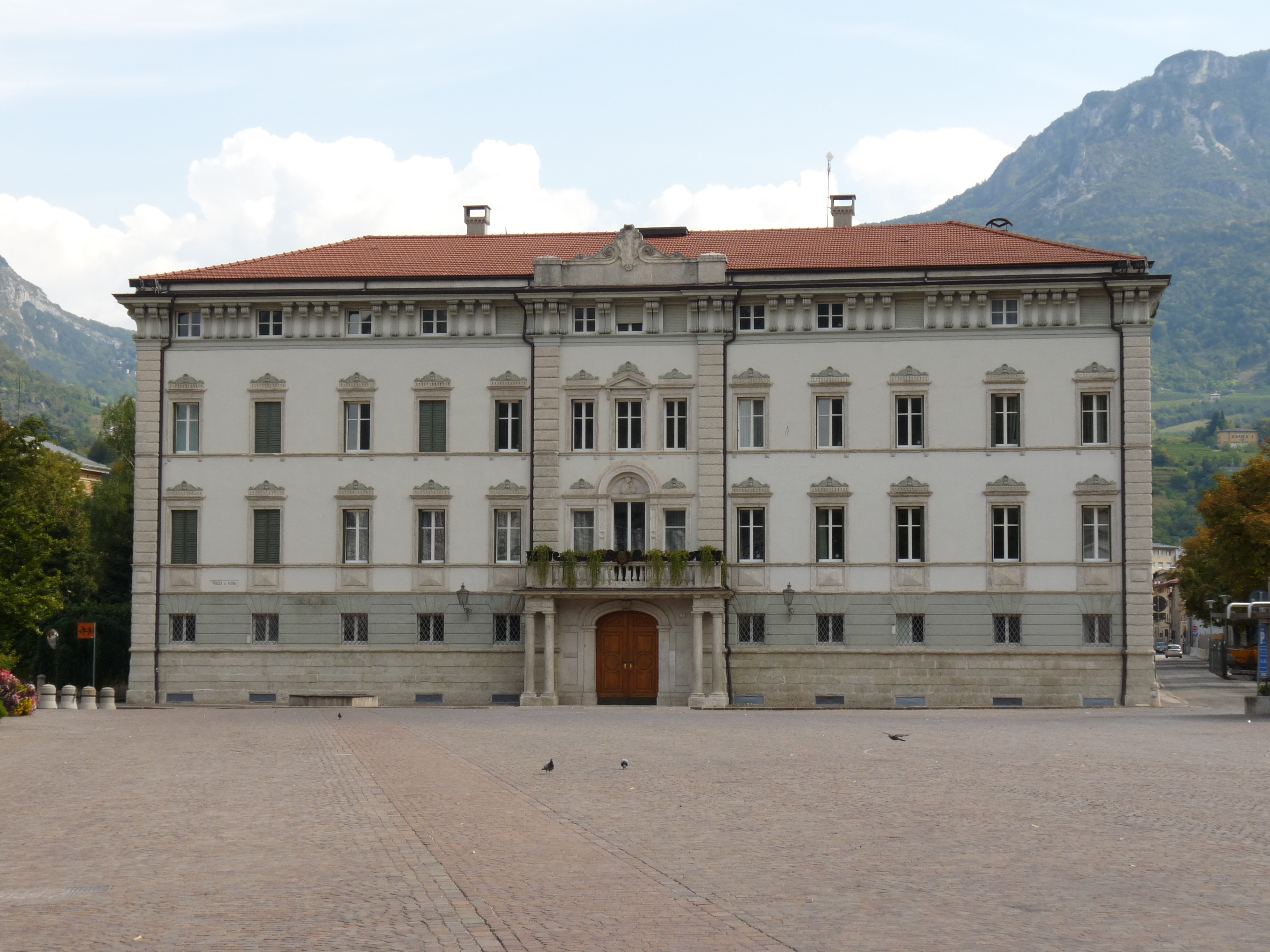
Erzbischöfliches Palais, Trient

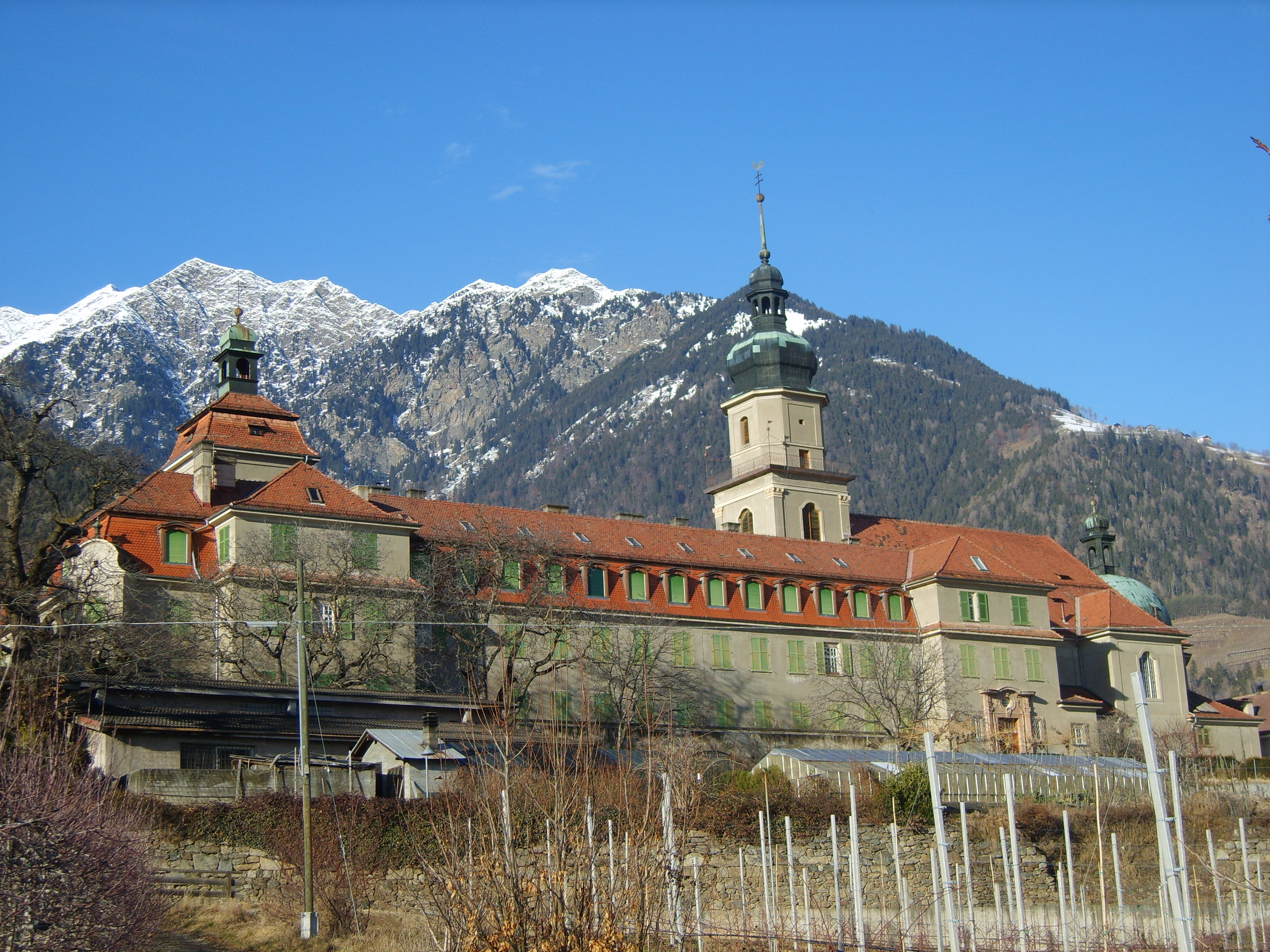
Johanneum Dorf Tirol – Südansicht

Als Bischof Luschin 1834 nach Lemberg transferiert wurde, wurde von Tschiderer durch Kaiser Franz I. zu dessen Nachfolger als Bischof von Trient nominiert und von Papst Gregor XVI. als solcher ernannt. Am 3. Mai 1835 nahm er das Fürstbistum feierlich in Besitz. Der unpolitische von Tschiderer konzentrierte sich ganz auf die geistlichen Aufgaben in seiner zweisprachigen Diözese, die im politischen Spannungsfeld zwischen Österreich und Italien lag. Da ihm die Priesterausbildung ein zentrales Anliegen war, machte er sich als Gegner der Josephinischen Reformen sogleich daran, jene Professoren am Priesterseminar, die josephinischem Gedankengut anhingen, durch Männer seines Vertrauens zu ersetzen. Qualifizierte Geistliche schickte er zur weiteren Ausbildung in das Frintaneum nach Wien oder ins Germanicum nach Rom. Er führte jährliche Exerzitienkurse für den Klerus ein, zu dem er ein herzliches Verhältnis pflegte. Auch trat er für die Glaubenseinheit Tirols ein. Hervorgehoben wird sein Einsatz für die Priesterausbildung. Er gründete Konvikte in Borgo und Bozen sowie das Johanneum. Der Hebung der Seelsorge dienten auch die regelmäßige Visitation seines Bistums sowie die Förderung der Orden (Jesuiten, Redemptoristen, Priestergemeinschaft des Deutschen Ordens, Herz-Jesu-Schwestern u. a.).
Über seine Mutter entfernt mit der Mystikerin Maria von Mörl verwandt, schwieg er zwar zu den aufsehenerregenden Ereignissen, er sorgte jedoch gemeinsam mit ihrem Beichtvater dafür, dass sie vor den negativen Auswirkungen ihrer Bekanntheit verschont blieb. und veranlasste die Anfertigung eines Zeugenbeweises, um Verleumdungen und Gerüchten den Boden zu entziehen. Er beschloss mit der Gemeinde von Kaltern, an der Sakristei der Kirche der Tertiarschwestern einen Anbau zu errichten, der als Zimmer für die von Pilgern aufgesuchte Mystikerin diente. In ihrem Zimmer erlaubte er einen Altar, damit sie oft die Sakramente empfangen konnte. 1837 und 1847 hat er sie persönlich besucht.
Ein Höhepunkt seines Wirkens war 1845 die 300-Jahr-Feier des Konzils von Trient. Von Tschiderer nutzte sie zu einer religiösen Erneuerung seiner ganzen Diözese und fand ein großes Echo im Volk. Zahlreiche Bischöfe und Kardinäle kamen nach Trient. Mit besonderen Ehren wurde als päpstlicher Gesandter der Erzbischof von Salzburg, Kardinal Friedrich zu Schwarzenberg, empfangen, den von Tschiderer selbst zum Bischof geweiht hatte. Als im Revolutionsjahr 1848 auch in Trient das Volk die Vorratskammern und Magazine stürmen wollte, trat ihnen von Tschiderer auf der Barrikade entgegen mit den Worten: „Nur über meine Leiche!“, woraufhin ihm die Schlüssel übergeben wurden und das Volk rief: „Es lebe der Bischof“. Von Tschiderer besuchte in den 25 Jahren seines bischöflichen Wirkens zweimal alle 710 Seelsorgestationen seiner großen Diözese. An die 200.000 Kinder und Jugendliche empfingen aus seiner Hand die Firmung. Ca. 2000 junge Männer weihte er zu Priestern und er konsekrierte 60 Kirchen.
Nach längerer Krankheit starb Tschiderer am 3. Dezember 1860 in Trient im Rufe der Heiligkeit. Er wurde im linken Seitenschiff des Domes zu Trient beigesetzt. In seinem Testament bedachte er das von ihm in Trient gegründete Heim für Taubstumme, das heute seinen Namen trägt, sowie das Johanneum, das seither ca. 3.000 Studierende besuchten.

## Würdigung
Fürst dem Titel nach, führte er, gegen den Rat von Bekannten, ein Leben ohne äußeren Pomp, in Einfachheit und Aszese. Reparaturen in der fürstbischöflichen Wohnung führte er selbst durch. Der abgetragene Talar, der im Johanneum aufbewahrt wird, bezeugt seine Bescheidenheit heute noch. Das Heim für Taubstumme in Trient geht auf seine Initiative und finanzielle Förderung zurück. Von seiner sozialen Aufgeschlossenheit zeugt, dass er schon in seiner Zeit im Sarntal Frauen und Mädchen im Klöppeln unterrichten und als Bischof in Rovereto ein Heim für die 300 unter erbärmlichen Umständen in einer Seidenspinnerei eingesetzten Arbeiterinnen errichten ließ. Seine Menschenfreundlichkeit und Volksnähe brachten ihm Sympathien bei der Bevölkerung. Um deren Bildung zu fördern, schaffte er aus eigenen Mitteln religiöse Literatur an. Von Tschiderer war auch kunstsinnig: Für viele Kirchen und Klöster stiftete er Kreuze, Statuen, Messgewänder, Kelche und Monstranzen oder förderte Künstler.
Er nahm in Trient seinen Neffen Ernst Freiherr von Tschiderer (1830–1916), später Komponist, Dirigent, Jurist, k. k. Kämmerer und Literat, während dessen letzter beiden Gymnasialklassen auf.
Als von Tschiderer gestorben war, lautete die einhellige Meinung in der Bevölkerung: Ein Heiliger ist gestorben und viele Priester erklärten, sie hätten nicht für ihn, sondern zu ihm gebetet. Von einem Zeitgenossen, dem Bürgermeister von Trient, Graf Benedikt von Giovanelli zu Gerstburg und Hörtenberg (1775–1846), ist z. B. der Ausspruch überliefert: „Wenn es Heilige gibt, dann ist Fürstbischof Tschiderer einer, und zwar ein solcher, der die Tugend liebenswert macht.“ Ein Vertrauter, Peter Rigler, sagte: „Unser heiliger Bischof ist, zweifeln wir nicht, bereits im Besitz der ewigen Seligkeit und hoch oben“. Es trafen viele Berichte über Gebetserhörungen ein. Ein Nachfolger im Bischofsamt, Benedikt Riccabona von Reichenfels (1807–1879), leitete 1873 den 122 Jahre dauernden Seligsprechungsprozess ein, zu dem der deutsche Jesuit und Historiker an der päpstlichen Universität Gregoriana, Josef Grisar, 1936 das Gutachten erstattet hatte. Den Weg für die Seligsprechung machte die Anerkennung der 1992 erfolgten wunderbaren Heilung des 15-jährigen Attilo Lanzinger aus Lavis frei, nachdem seine Familie für den Sterbenden eine Novene zu Bischof Tschiderer gebetet hatte.
Am 30. April 1995 wurde von Tschiderer durch Papst Johannes Paul II. in Trient unter Anteilnahme von 100.000 Menschen seliggesprochen. und u. a. mit den Worten gewürdigt:

„Bischof Johann Nepomuk von Tschiderer ist ... ein Mann, der Grenzen überschritten hat. Er machte sich die Weisung des Herrn zu eigen, zu dienen und sich nicht bedienen zu lassen. Er konnte Grenzen unterschiedlicher sozialer Lager, verschiedener Sprachen, mannigfacher Mentalitäten überwinden und verbinden. Der neue Selige hat im Herzen Europas gewirkt und vermochte mit dem leuchtenden Beispiel seiner Person, Identitäten zu wahren und doch Gemeinschaft zu fördern“